# Shinji Murai
Shinji Murai (jap. 村井 慎二 Murai Shinji; ur. 1 grudnia 1979) – japoński piłkarz, reprezentant kraju.

## Kariera klubowa
Od 1998 do 2013 roku występował w klubach: JEF United Chiba, Júbilo Iwata i Oita Trinita.

## Kariera reprezentacyjna
W reprezentacji Japonii zadebiutował w 2005. W reprezentacji Japonii występował w latach 2005-2006. W sumie w reprezentacji wystąpił w 5 spotkaniach.

## Statystyki
| Reprezentacja Japonii | Reprezentacja Japonii | Reprezentacja Japonii |
| Rok                   | Mecze                 | Gole                  |
| --------------------- | --------------------- | --------------------- |
| 2005                  | 3                     | 0                     |
| 2006                  | 2                     | 0                     |
| Razem                 | 5                     | 0                     |